# Olbram Zoubek
Olbram Zoubek (21. dubna 1926 Praha – 15. června 2017 Praha) byl český sochař, který se výrazným způsobem zasloužil o rozvoj české architektonické plastiky, jeden z nejvýznamnějších českých sochařů druhé poloviny 20. století.

## Život a dílo
Olbram Zoubek se narodil v Praze 21. dubna 1926. Při výběru křestního jména byli rodiče ovlivněni novelou o biskupovi z pražského rodu Olbramů. Obecnou školu navštěvoval v letech 1932–1937 na Žižkově v Palackého ulici (nyní Vlkova), reálku pak v letech 1937–1945 na Sladkovského náměstí na Žižkově. Od sexty navštěvoval nepovinné modelování u profesora Miroslava Kužela. V době 2. světové války byl v letech 1944–1945 totálně nasazen v podniku Wegena v Praze na Letné. Ve dnech 5. až 11. května 1945 se aktivně účastnil Pražského povstání.
Hlásil se na AVU v Praze, ale nebyl přijat, proto absolvoval kamenosochařskou praxi u sochaře Otakara Velínského v Praze. V letech 1945–1952, po úspěšném složení zkoušek, studoval na Vysoké škole uměleckoprůmyslové u profesora Josefa Wagnera.
V letech 1948–1950 absolvoval základní vojenskou službu v posádkách měst Košice, Rožňava, Šafárikovo a Frýdek-Místek. V roce 1951 se začal věnovat restaurátorské praxi, ke které získal průpravu u profesora Josefa Wagnera. Specializoval se na renesanční sgrafito a kamennou plastiku. V roce 1951 též uzavřel sňatek se spolužačkou, sochařkou Evou Kmentovou. V roce 1954 se jim narodila dcera Polana a v roce 1956 syn Jasan, který se stal též sochařem. V roce 1980 jeho první manželka Eva zemřela. V roce 1981 se oženil s Marií Edlmanovou a rok na to se jim narodila dcera Eva (1982). Střídavě žil v Praze a v Litomyšli, kde je také zapsán jako čestný občan.
Stal se členem Unie výtvarných umělců, skupiny Trasa a Nové skupiny, byl též členem Umělecké besedy. Zoubek je autorem posmrtné masky Jana Palacha a náhrobní desky Palachova hrobu na Olšanských hřbitovech (1970), kterou komunistický režim vzápětí nechal odstranit. Jeho pamětní deska Jana Palacha na budově Filozofické fakulty v Praze a Pomník obětem komunismu na Petříně vznikly až po roce 1989. V letech 1974 až 1991 restauroval jako režimu nepohodlný umělec, který nemohl sám vystavovat, sgrafita na zámku v Litomyšli. Do týmu si vybral Stanislava Podhrázského, Václava Boštíka a Zdeňka Palcra.
V roce 1996 byl oceněn státním vyznamenáním Medailí Za zásluhy I. stupně. Jeho dosud největší retrospektivní výstava čítající okolo 300 exponátů se uskutečnila 29. listopadu 2013 až 30. března 2014 v Jízdárně Pražského hradu. Zemřel roku 2017, polovina jeho popela byla rozptýlena v Praze na Olšanech a druhá polovina v Litomyšli.

## Ocenění
- 2015: Rytíř české kultury – ocenění a titul Ministerstva kultury ČR (předáno ministrem kultury Danielem Hermanem)[6]

## Zastoupení ve sbírkách (výběr)
- Galerie hl. města Prahy
- Galerie výtvarného umění Litomyšl
- Muzeum umění a designu Benešov
- Národní galerie v Praze

## Výstavy
poslední:
- 2017 Olbram Zoubek - sochy, Galerie Klenová Klatovy[7]
- 2022 Kmentová-Zoubek: Lidská důstojnost, Museum Kampa, Praha

## Galerie

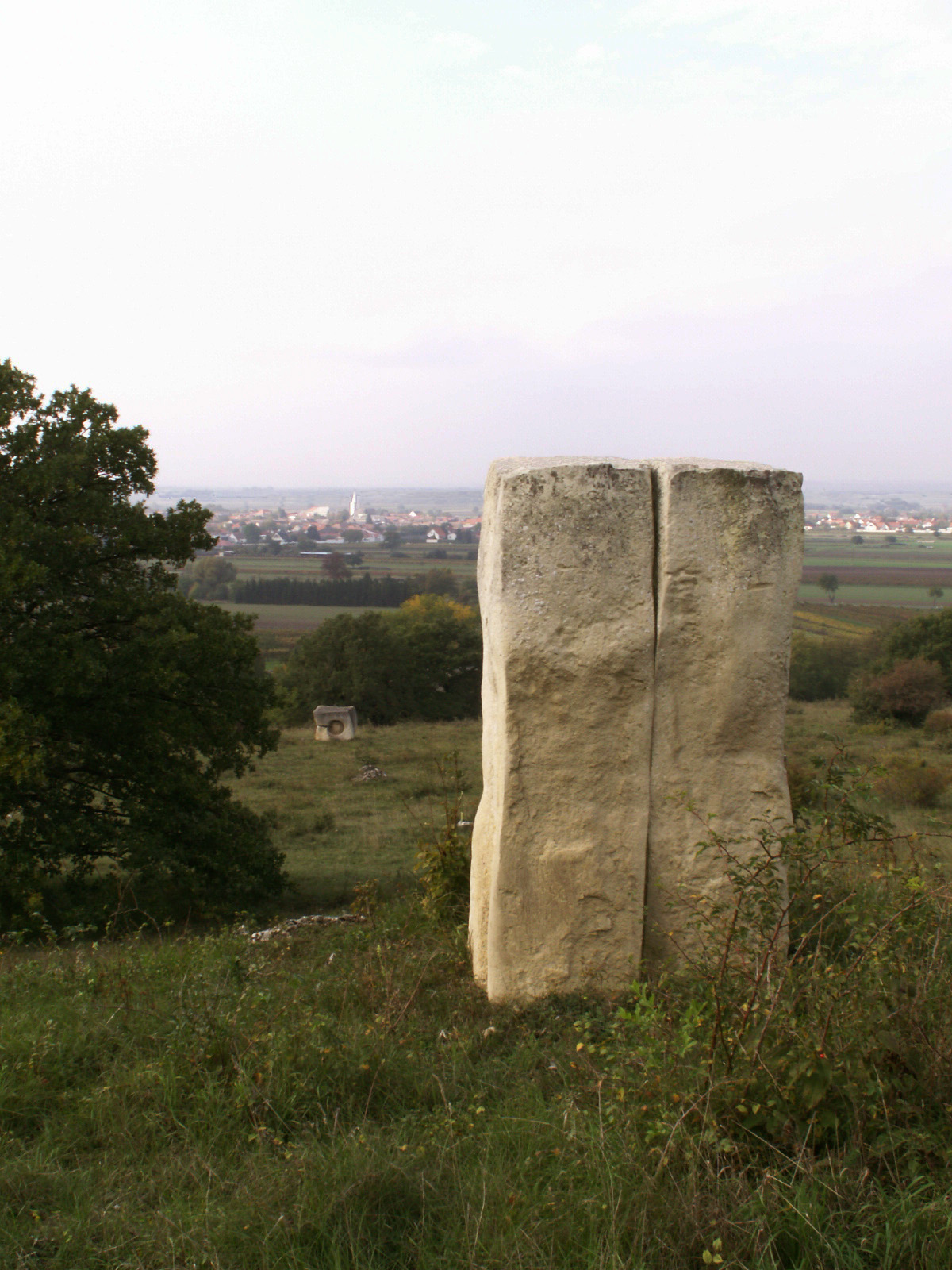
Olbram Zoubek, St. Margarethen (1966)
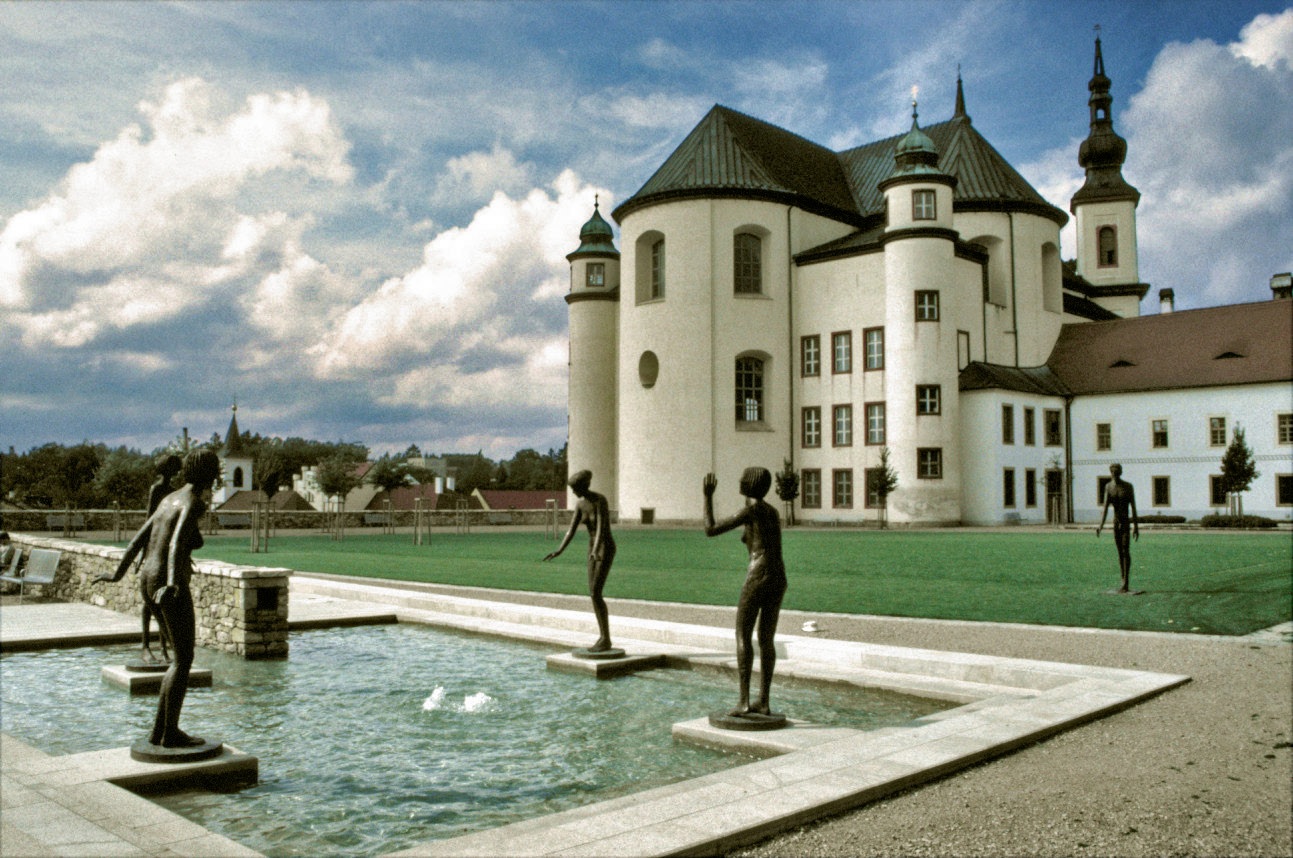
Sochy Olbrama Zoubka v klášterní zahradě v Litomyšli
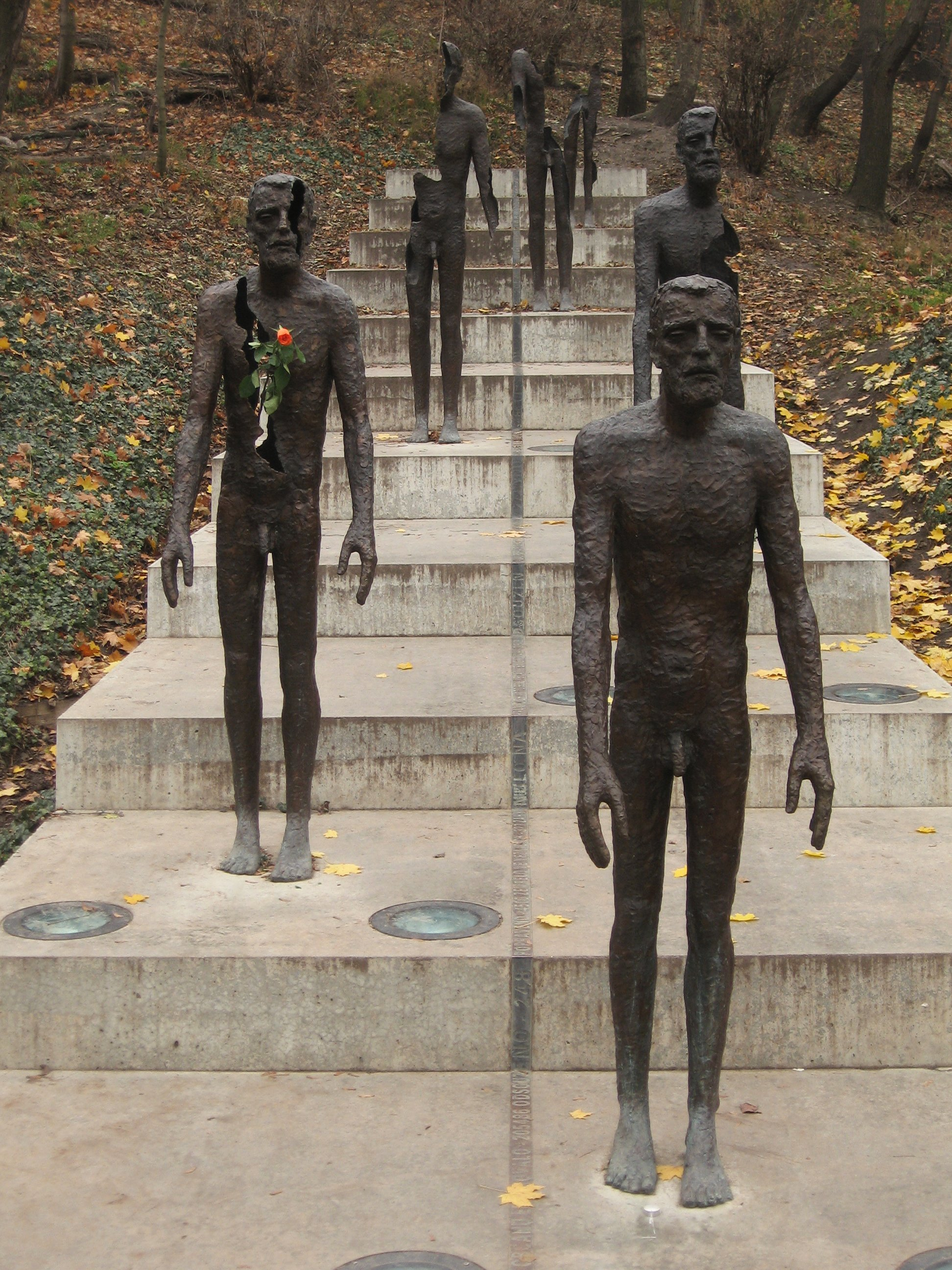
Pomník obětem komunismu na Petříně
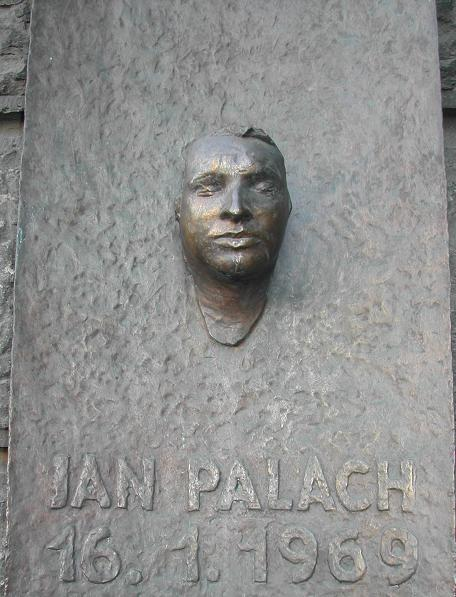
Pamětní deska Jana Palacha podle posmrtné masky zhotovené Olbramem Zoubkem
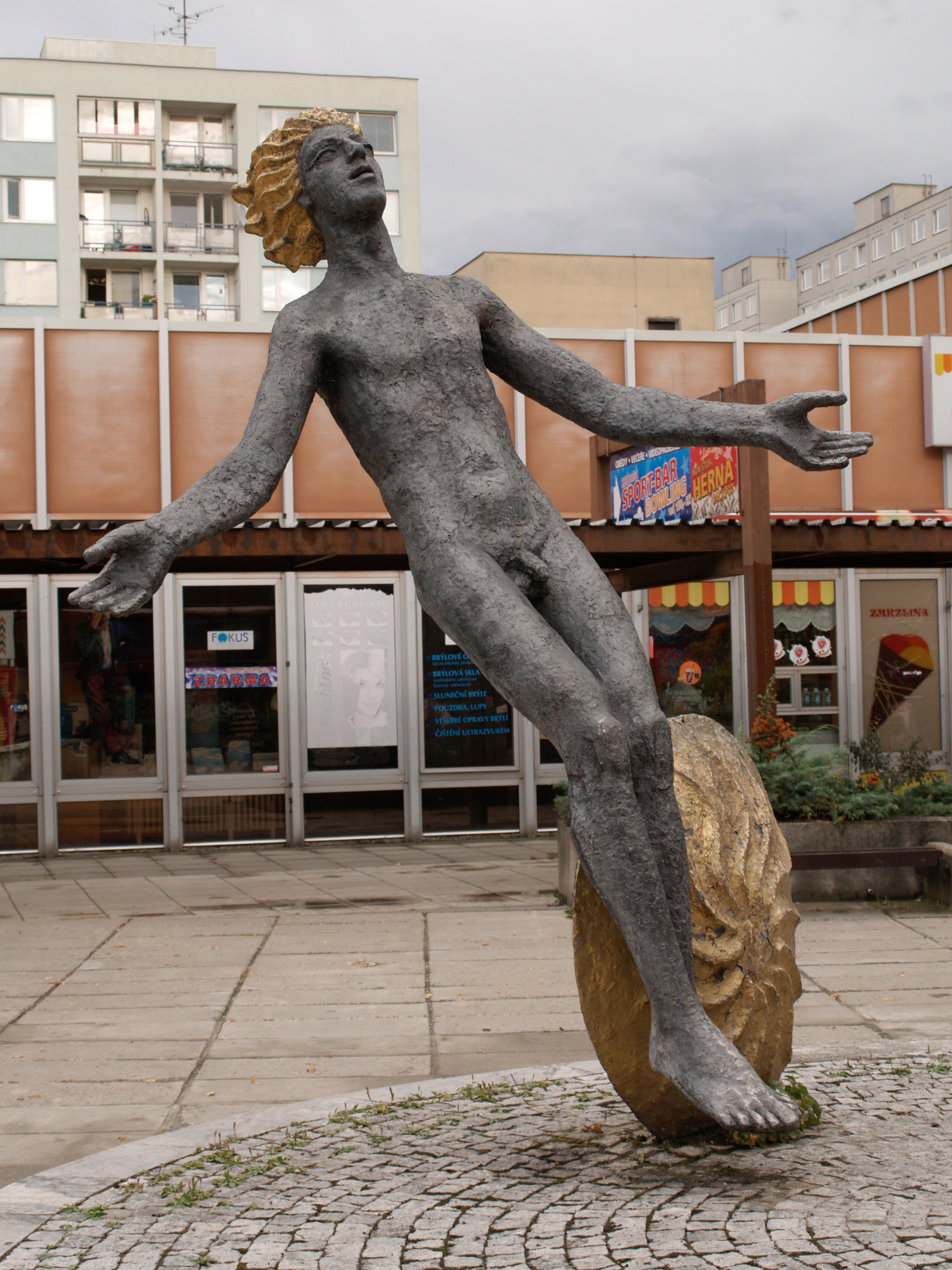
Den ze sousoší na pražském Jižním Městě
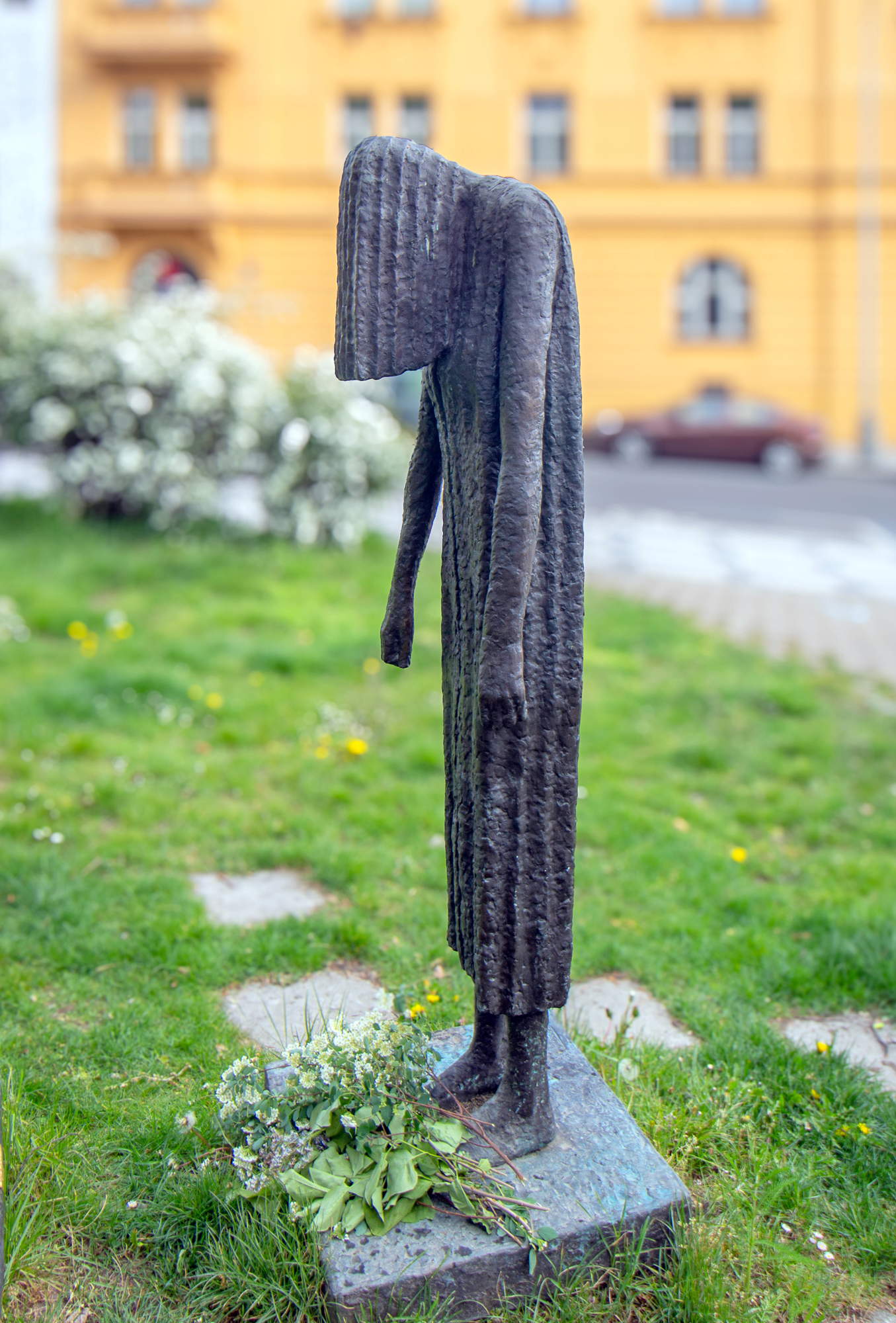
Pomník Milady Horákové před Evangelickým kostelem v Praze na Smíchově
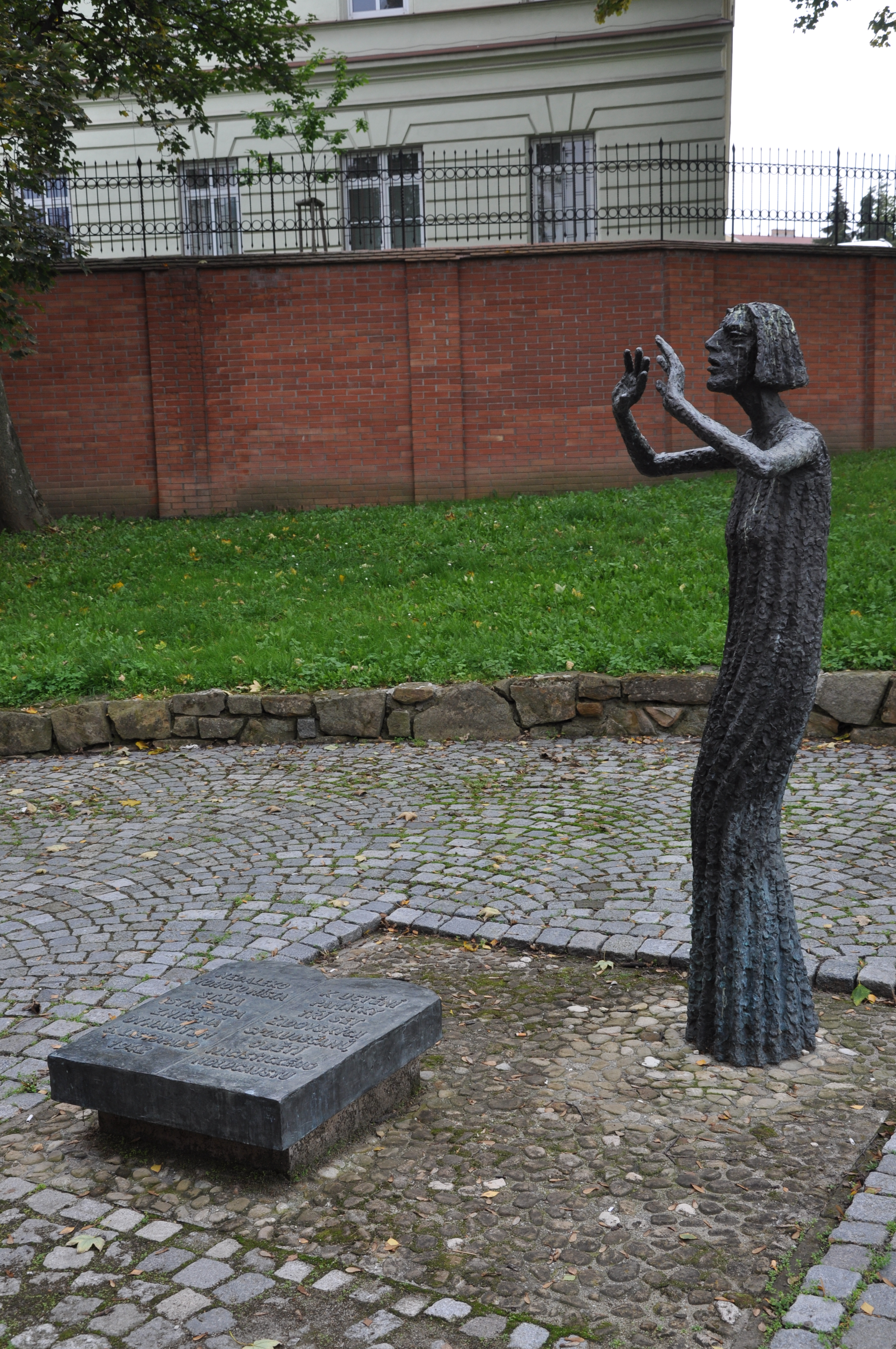
Památník kroměřížským obětem holokaustu v místě bývalé synagogy
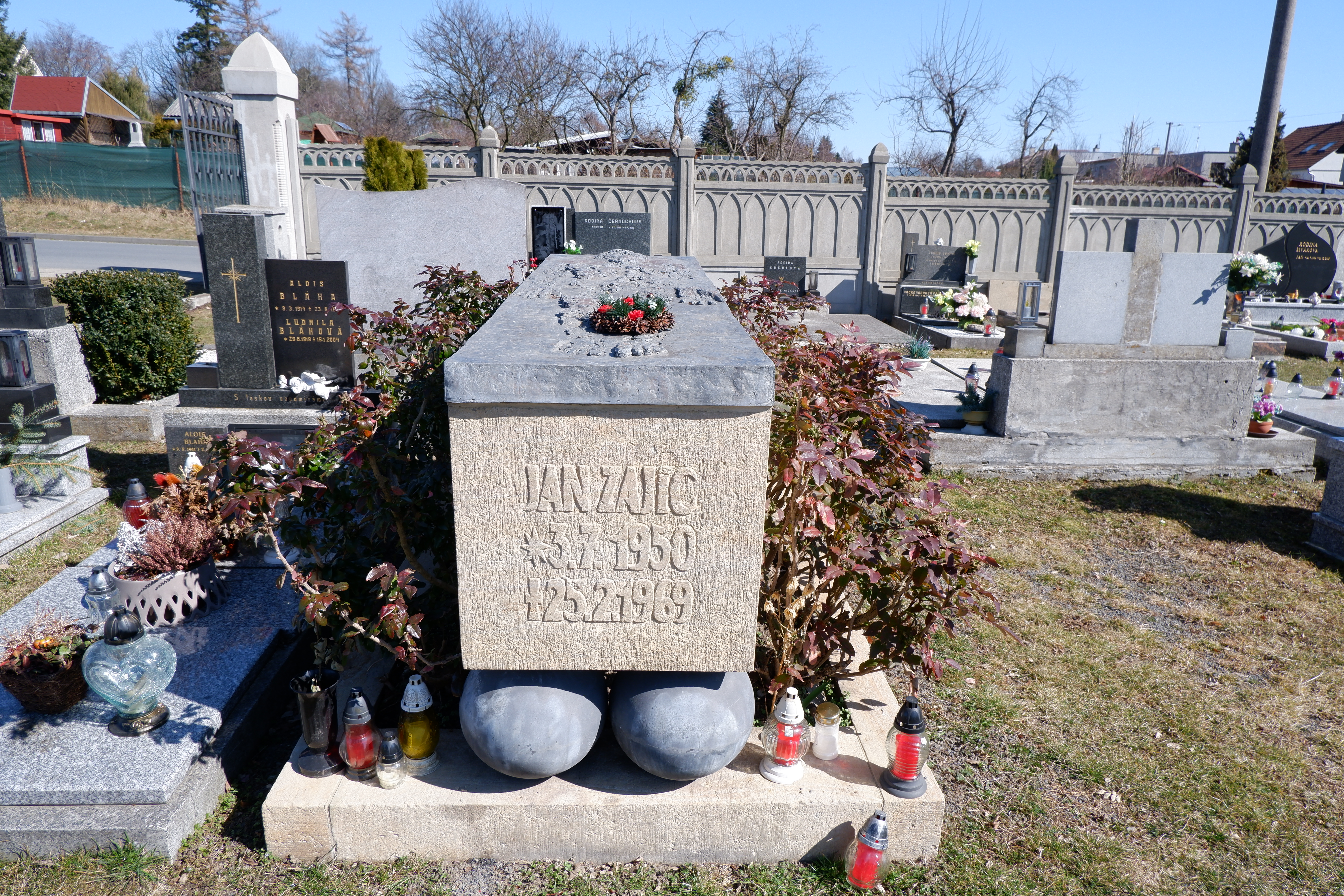
Hrob Jana Zajíce
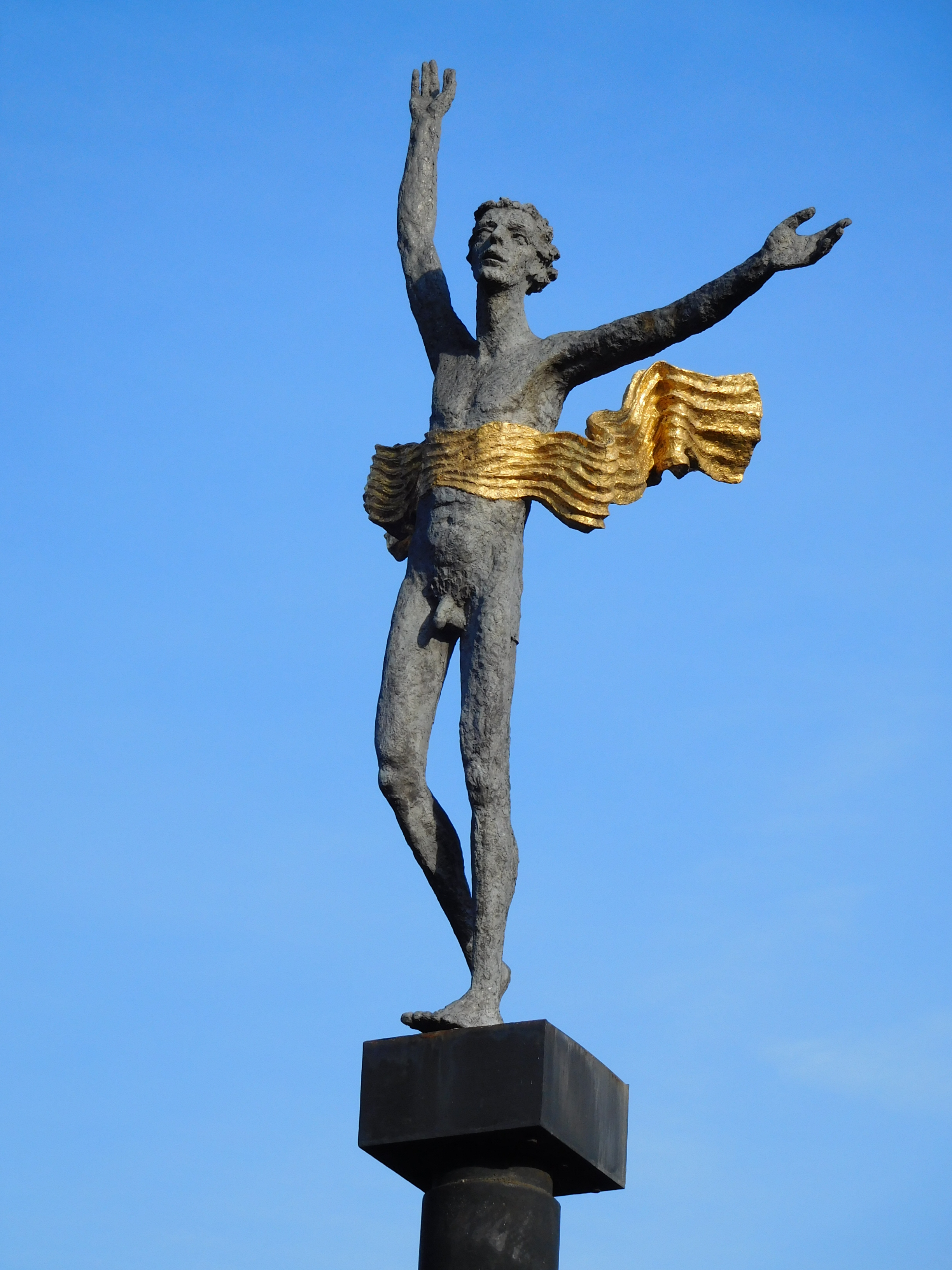
Socha Vítěz před telefonní ústřednou v Praze-Dejvicích
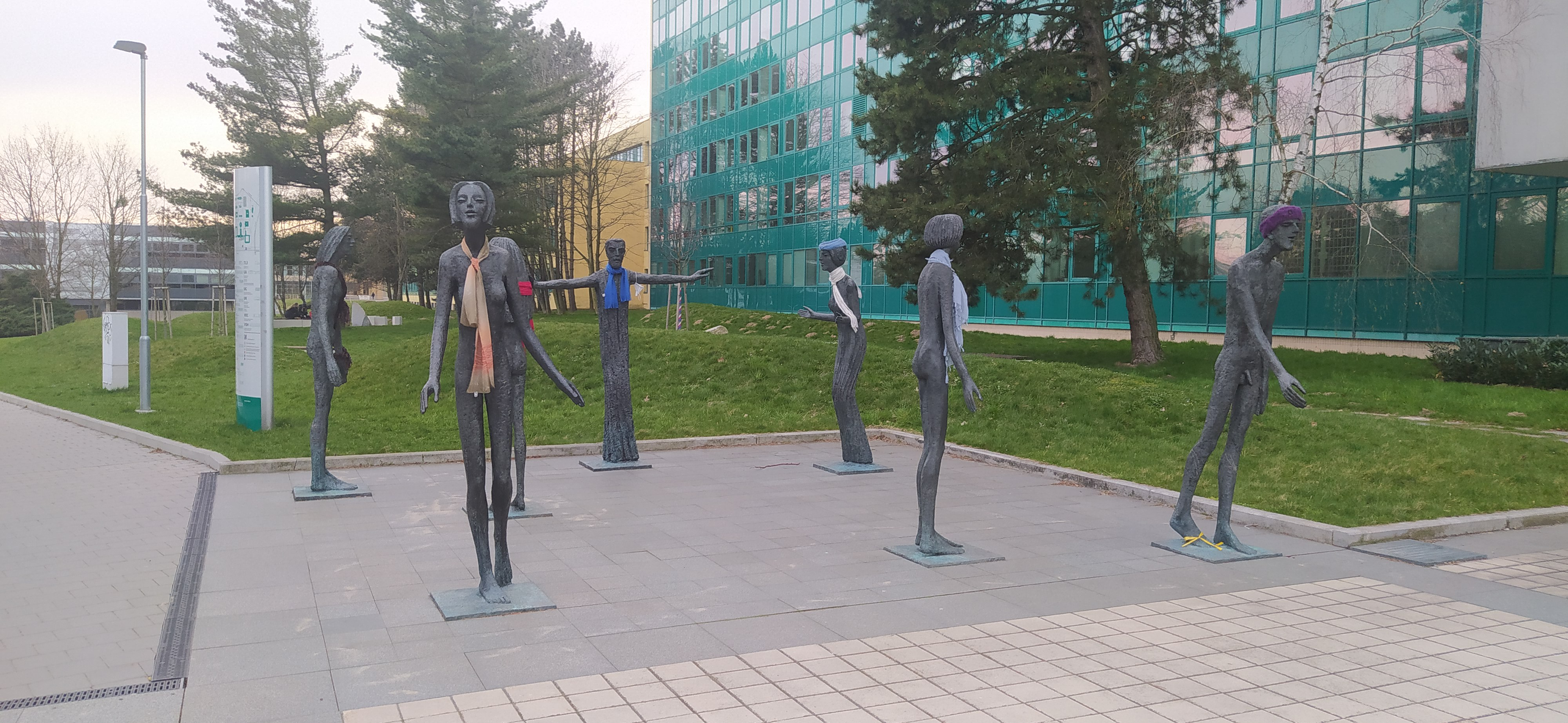
Pedagogové a studenti / Lidé na VŠB - Technické univerzitě Ostrava
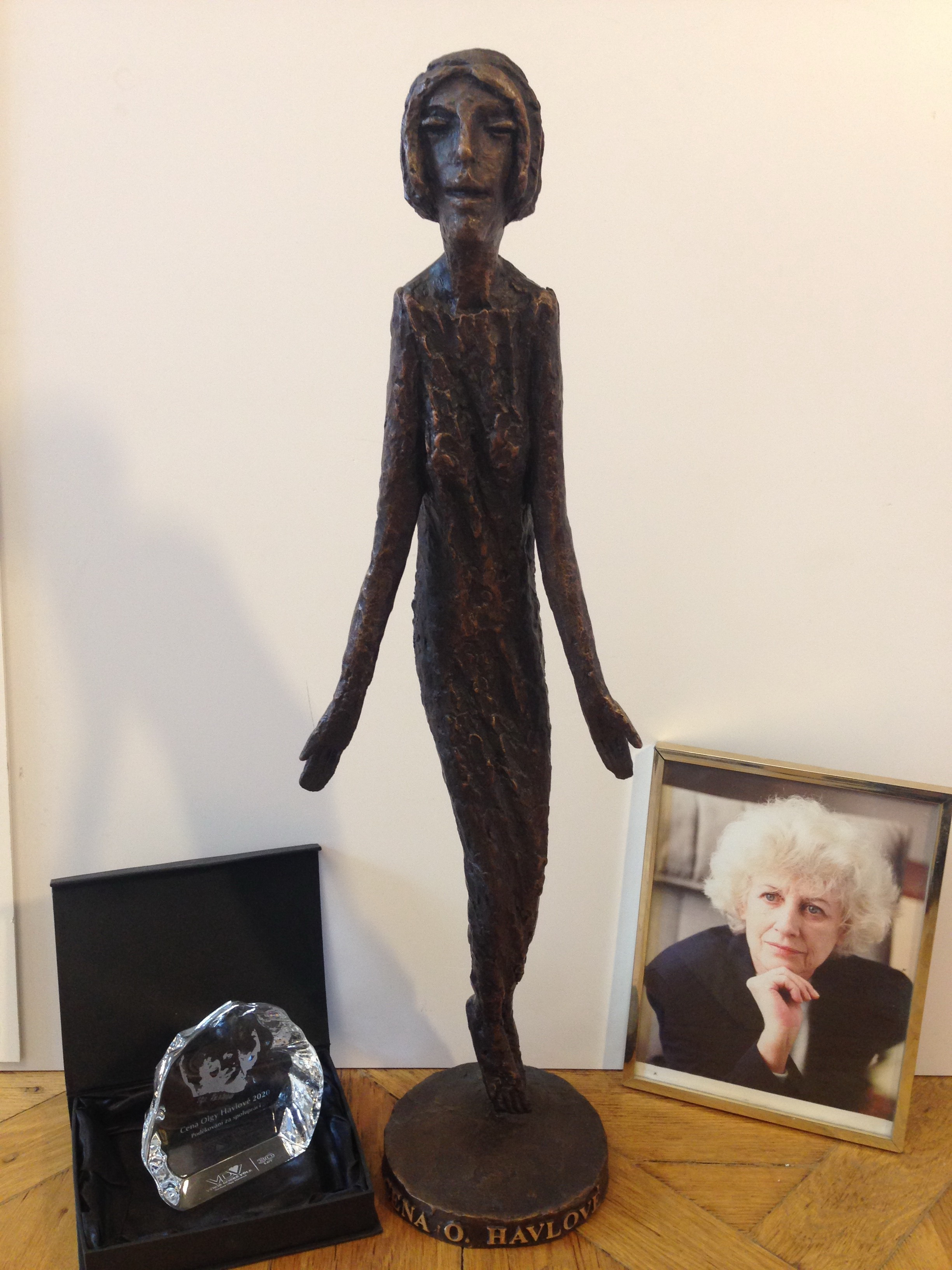
Bronzová socha „Povzbuzení“ připravená k předání v rámci Ceny Olgy Havlové (za rok 2020)
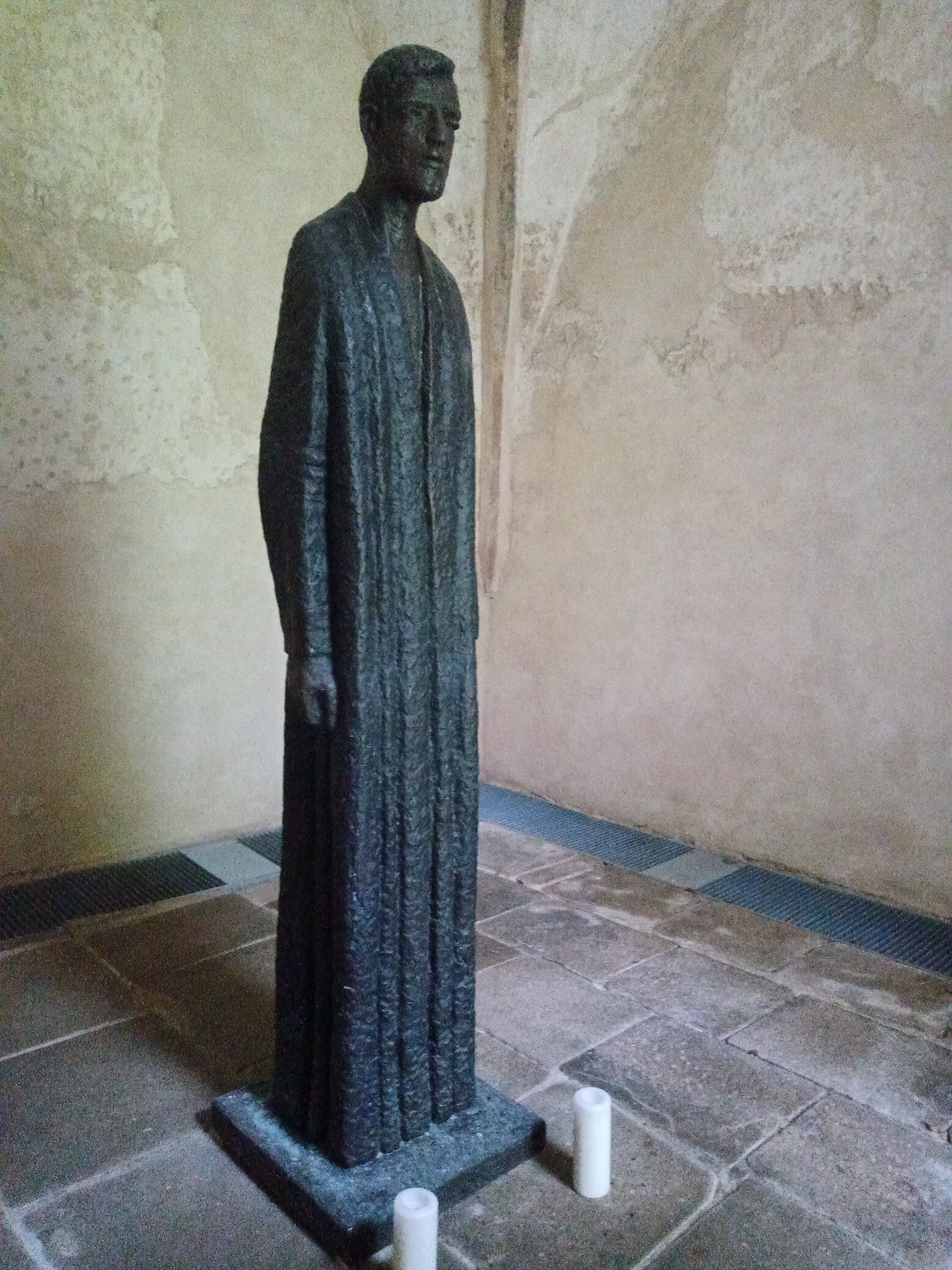
Farář Josef Toufar, poslední velká socha O.Zoubka. Umístěná v kostele svatého Víta v Zahrádce (okres.Havlíčkův Brod)